# Чанчжэн-5
«Чанчжэн-5» (кит. трад. 長征五号, упр. 长征五号, пиньинь Chángzhēng wǔ, палл. Чанчжэн у, буквально: «Великий поход–5» — CZ-5 или LM-5, от Long March по-английски) — китайская тяжёлая ракета космического назначения, семейства «Великий поход», разработанная в Исследовательском институте ракетной техники (CALT).
Проект CZ-5 нового поколения для недавно построенных космодромов Китая с современными экологическими ограничениями. В этих ракетах использование основного прежде, но очень ядовитого топлива НДМГ и АТ ограничено лишь небольшими верхними ступенями. На самых больших нижних ступенях применены безопасные керосин (боковые ускорители), твердотопливные смеси (нет на CZ-5), жидкий кислород и водород (две ступени центрального блока). Важная черта проекта — модульность. CZ-5 имеет несколько проектных вариантов с разным числом и типом модулей. В ней применяются модули уже испытанных ракет того же поколения CZ-6, CZ-7, CZ-8.
Из множества предложенных вариантов испытана четырёхступенчатая CZ-5 для запусков геостационарных спутников и межпланетных аппаратов и двухступенчатая CZ-5B для вывода на низкую околоземную орбиту кораблей с тайконавтами, орбитальной станции. Масса полезной нагрузки до 25 тонн на опорную орбиту для CZ-5B и до 14 тонн на геопереходную орбиту для CZ-5.
Первый запуск CZ-5 состоялся 3 ноября 2016 года. CZ-5 одна из самых мощных действующих ракет: превосходит европейскую Ariane-5, российскую «Протон-М», лишь немного уступает американской Delta IV Heavy. С 2018 года самой мощной летающей ракетой стала Falcon Heavy, способная вывести до 63,8 тонны на НОО. В России и США ведутся разработки нескольких ещё более мощных носителей, а в Китае разрабатывают CZ-9 с грузоподъёмностью 130 тонн на НОО для лунной программы.

## Предпосылки создания
Необходимость в новых ракетах-носителях у Китая возникла в конце 1990-х — начале 2000-х годов. Развитие космической программы требовало вывода компонентов орбитальных станций, регулярных грузовых и пилотируемых миссий на низкую опорную орбиту, вывода тяжёлых спутников на геостационарную орбиту, а также запуска исследовательских аппаратов Солнечной системы. Целью было создание линейки безопасных, надёжных и экономичных ракет-носителей, покрывающих полный спектр полезных нагрузок, от лёгких до тяжёлых, которые впоследствии смогли бы полностью заменить действующие ракеты серий «Чанчжэн-2», 3 и 4. Важным шагом стало решение перейти с высокотоксичной и дорогостоящей топливной пары гидразин и тетраоксид диазота на более безопасные, производительные и экономически выгодные керосин, жидкий кислород и жидкий водород.
Проект анонсировали в 2001 году, однако серьёзные работы по его развитию начались только в 2007 году. Изначальные планы включали в себя создание семейства модульных ракет «Чанчжэн-5», разные модификации которых могли бы доставлять на низкую опорную орбиту грузы от 1,5 до 25 т. Впоследствии, было проведено разделение на отдельные серии по выводимой полезной нагрузке: лёгкого класса — «Чанчжэн-6», среднего класса — «Чанчжэн-7» и тяжёлого класса — «Чанчжэн-5». Вся новая линейка ракет-носителей использует общие структурные компоненты, в том числе ракетные двигатели, что позволило существенно снизить как время, так и стоимость разработки и производства.

### Планы применения

#### Орбитальная станция
Носители используются в ходе работ по строительству «Китайской модульной космической станции» с 2021 года.

#### Исследование Луны
Носители этой серии используются для реализации китайской программы исследования Луны.

#### Исследование Марса
Также, китайские учёные в 2020 году, в рамках программы по исследованию Марса, вывели с помощью ракеты-носителя «Чанчжэн-5» на переходную орбиту Земли и Марса зонд «Тяньвэнь-1» для исследования Красной планеты.

## История создания
Генеральным конструктором ракеты-носителя (РН) «Чанчжэн-5» является Ли Дун (Li Dong, кит. трад. 李东) из Академии технологии ракет-носителей (CALT). Ведущим разработчиком ракеты-носителя «Чанчжэн-5» является Лун Лэхао (Long Lehao). Основным назначением «Чанчжэн-5» будет удовлетворение потребности КНР в выводе грузов на низкую опорную орбиту и геостационарную орбиту в следующие 20—30 лет.
Проект был анонсирован в феврале 2001 года с началом развития в 2002 году, первый запуск РН предполагался в 2008 году. Однако финансирование было выделено только в 2007 году, как было сообщено разработчиками проекта в ходе выставки в Дунбэе.
Завод для производства «Чанчжэн-5» был построен (строительство начато 30 октября 2007) в городе Тяньцзинь около порта Тяньцзинь, который предполагалось использовать при доставке крупных блоков РН к стартовым площадкам (доставка центрального блока 5-метрового диаметра возможна только водным транспортом). Ракеты оттуда будут транспортироваться на космодром Вэньчан на острове Хайнань.
Этот завод имеет площадь более полумиллиона квадратных метров, стоимость строительства составит более 4,5 млрд юаней (650 млн долл.). Первую очередь строительства было намечено завершить в 2009 году; завершение строительства предприятия планировалось на 2012 год.
Разработка двигателей началась в 2000—2001 годах, испытания проводились Китайским национальным космическим управлением (КНКУ) в 2005 году.
Модели двигателей YF-100 и YF-77 были успешно испытаны в середине 2007 года; на июль 2008 года разработка двигателей первой ступени была завершена.
Первый запуск
20 сентября 2015 года РН «Чанчжэн-5» была отправлена из порта Тяньцзиня в порт Цинлань города Вэньчан, на остров Хайнань, где расположен космодром Вэньчан, для испытаний вместе с полезной нагрузкой (запланированной на 2017 год миссии «Чанъэ-5» к Луне).
В феврале 2016 завершены испытания «Чанчжэн-5», они проходили на космодроме Вэньчан, продолжались 130 дней и показали хорошие результаты.
26 августа два судна, «Юаньван-21» и «Юаньван-22», повезли контейнеры с деталями[уточнить] очередной[прояснить] ракеты «Чанчжэн-5».
1 сентября ракета была доставлена в порт Цинлань города Вэньчан, где находится космодром.
28 октября ракету в вертикальном положении доставили в зону старта космодрома Вэньчан; для проведения этой операции понадобилось около двух часов.

Первый запуск самой мощной китайской ракеты-носителя «Чанчжэн-5» (полезной нагрузкой являлся экспериментальный китайский спутник «Шицзянь-17», для проведения демонстрации работы электрических двигателей на орбите) был запланирован на 10:00 UTC 3 ноября 2016 года; в день старта запуск был отложен до 11:01 UTC; запуск был произведён в 12:43 UTC.

## Конструкция

### Первая ступень
В качестве компонентов топлива используется жидкий водород (горючее) и жидкий кислород (окислитель), с температурой −252°С и −183°С соответственно.
CZ-5-500 — первая полностью криогенная китайская ракетная ступень, которая используется в качестве первой ступени ракеты-носителя. До этого подобный опыт в Китае имели только с третьей ступенью ракет-носителей «Чанчжэн-3A» и «Чанчжэн-3B», а соответственно — со значительно меньшими объёмами топливных баков и более низкими показателями производительности двигателей.
Высота ступени составляет 33,2 м, диаметр — 5 м, сухой вес — около 18 т. Стенки топливных баков (вместимость топлива — 175 т) выполнены из алюминиевого сплава, бак для окислителя расположен над баком для горючего. Баки с раздельными переборками, окислитель попадает к двигателями по топливной магистрали, проходящей сквозь бак для горючего. Для нагнетания в баках рабочего давления используются сами компоненты топлива в газообразном состоянии, которые образуются в процессе работы двигателей.
На ступень установлены два жидкостных ракетных двигателя YF-77; это двигатель открытого цикла, первый китайский криогенный двигатель с высоким уровнем тяги, существенный технологический шаг от двигателя YF-75, используемого на третьей ступени ракет серии «Чанчжэн-3».
Суммарная тяга двигателей первой ступени — 1020 кН на уровне моря и 1400 кН в вакууме, удельный импульс — 310 с и 426 с, соответственно.
Каждый двигатель может индивидуально отклоняться от центральной оси в двух проекциях, обеспечивая управление вектором тяги по тангажу, рысканию и вращению.
Время работы ступени — до 520 секунд.
После запуска полезной нагрузки первая ступень остаётся на орбите и, не имея средств активного манёвра по сходу с орбиты, постепенно теряет высоту и в течение недели падает на Землю; точное место и время падения предсказать невозможно.

### Боковые ускорители
Четыре жидкостных ускорителя, CZ-5-300, закреплены по бокам первой ступени и обеспечивают основную тягу ракеты-носителя во время старта. Общая тяга первой ступени и ускорителей в момент запуска достигает 10 565 кН.
Диаметр ускорителя — 3,35 м, высота — 27,6 м, сухой вес составляет 12 т. Вмещает до 147 т компонентов топлива, которыми являются керосин и жидкий кислород.
На ускоритель установлены два двигателя закрытого цикла YF-100, обеспечивающие ему тягу 2400 кН на уровне моря, с повышением до 2680 кН в вакууме. Удельный импульс составляет 300 с на уровне моря и 335 с в вакууме.
(такой же двигатель используется на первой ступени и боковых ускорителях ракеты-носителя «Чанчжэн-7»; модифицированная (укороченная) версия ускорителя с одним двигателем YF-100 используется в качестве первой ступени ракеты-носителя «Чанчжэн-6»).
Ускорители работают в течение 173 секунд после запуска ракеты-носителя, после чего, на высоте около 72 км, отсоединяются при помощи пироболтов. Для большей стабильности отделения в верхней и нижней частях ускорителя установлены небольшие твердотопливные двигатели, отводящие его в сторону от первой ступени.

### Вторая ступень
Используется для высокоэнергетичных запусков на высокие орбиты. По своему строению напоминает вторую ступень ракеты-носителя «Дельта-4», с топливными баками разных диаметров. Бак для горючего (жидкий водород) имеет тот же диаметр, что и первая ступень (5 м), в то время как диаметр расположенного под ним бака для окислителя (жидкий кислород) составляет менее 4 м и, вместе с двигателями, скрыт промежуточной секцией первой ступени.
Высота ступени составляет около 11,5 м, сухой вес — 3400 кг. Вмещает 26,5 т компонентов топлива.
Ступень оборудована двумя двигателями с циклом фазового перехода YF-75D. Эта более мощная версия двигателя YF-75 получила систему повторного зажигания, позволяющую перезапускать двигатели многократно во время полёта. Общая тяга ступени — 176,52 кН, удельный импульс — 442 с.
Время работы ступени — до 780 секунд.

### Третья ступень (опция)
Для вывода полезной нагрузки прямо на геостационарную орбиту или на среднюю околоземную орбиту (для спутников системы навигации, высота около 22 000 км) может быть использован разгонный блок Yuanzheng-2 (YZ-2). Это увеличенная версия разгонного блока Yuanzheng-1, который начали использовать в 2015 году на ракетах серии CZ-3. Изготовленная специально для использования на ракете-носителе «Чанчжэн-5», версия YZ-2 имеет бо́льшие диаметр и вместимость топливных баков, а также оборудована двумя двигателями YF-50D вместо одного.
Использует самовоспламеняемые компоненты топлива — несимметричный диметилгидразин и тетраоксид диазота.
Ступень может быть запущена повторно для точного вывода спутников на необходимую орбиту в течение многочасового полёта.

### Головной обтекатель
Для защиты полезной нагрузки во время полёта в атмосфере используется композитный головной обтекатель с внешним диаметром 5,2 м. Для базовой версии CZ-5 длина обтекателя составляет 12,27 м, для версии CZ-5B будет использоваться обтекатель длиной 20,5 м, позволяющий вместить бо́льшую полезную нагрузку, такую как модуль космической станции.

## Варианты ракеты-носителя

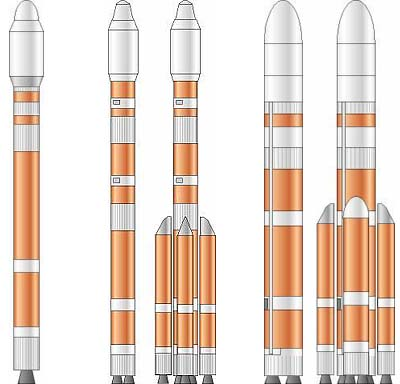
Предлагаемые изначально версии ракеты-носителя Чанчжэн-5: CZ-5-200, CZ-5-320 и CZ-5-504

В процессе разработки предлагалось реализовать до шести различных конфигураций ракеты-носителя, предполагающие использование ступеней и боковых ускорителей различных диаметров и характеристик, собранных в различных комбинациях, с целью обеспечить вывод на орбиту полезной нагрузки в широком диапазоне, от 1,5 до 25 тонн.
| Таблица характеристик предлагаемых вариантов ракеты-носителя | Таблица характеристик предлагаемых вариантов ракеты-носителя | Таблица характеристик предлагаемых вариантов ракеты-носителя | Таблица характеристик предлагаемых вариантов ракеты-носителя | Таблица характеристик предлагаемых вариантов ракеты-носителя | Таблица характеристик предлагаемых вариантов ракеты-носителя |
| Вариант                                                      | CZ-5-200                                                     | CZ-5-320                                                     | CZ-5-504                                                     | CZ-5-522                                                     | CZ-5-540                                                     |
| ------------------------------------------------------------ | ------------------------------------------------------------ | ------------------------------------------------------------ | ------------------------------------------------------------ | ------------------------------------------------------------ | ------------------------------------------------------------ |
| Ускорители (двигатели)                                       | --                                                           | 2xCZ-5-200, (2xYF-120t)                                      | 4xCZ-5-300, (8xYF-120t)                                      | 2xCZ-5-200 2xCZ-5-300, (6xYF-120t)                           | 4xCZ-5-200, (4xYF-120t)                                      |
| Первая ступень (двигатели)                                   | CZ-5-200, (YF-120t)                                          | CZ-5-300, (2xYF-120t)                                        | CZ-5-500, (2xYF-50t)                                         | CZ-5-500, (2xYF-50t)                                         | CZ-5-500, (2xYF-50t)                                         |
| Вторая ступень (двигатели)                                   | CZ-YF-73, (YF-73)                                            | CZ-5-KO,                                                     | CZ-5-HO, (2xYF-75)                                           | CZ-5-HO, (2xYF-75)                                           | CZ-5-HO, (2xYF-75)                                           |
| Третья ступень (для НОО не используется)                     | --                                                           | CZ-5-HO, (YF-75)                                             | --                                                           | --                                                           | --                                                           |
| Тяга (у земли)                                               | 134 тс (1.34 МН)                                             | 720 тс (7,2 МН)                                              | 1064 тс (10,64 МН)                                           | 824 тс (8,24 МН)                                             | 584 тс (5,84 МН)                                             |
| Полная масса                                                 | 82 т                                                         | 420 т                                                        | 800 т                                                        | 630 т                                                        | 470 т                                                        |
| Высота (макс.)                                               | 33 м                                                         | 55 м                                                         | 62 м                                                         | 58 м                                                         | 53 м                                                         |
| Масса выводимой ПН (НОО 200 км)                              | 1,5 т                                                        | 10 т                                                         | 25 т                                                         | 20 т                                                         | 10 т                                                         |
| Масса выводимой ПН (ГПО)                                     | --                                                           | 6 т                                                          | 14 т                                                         | 11 т                                                         | 6 т                                                          |

Впоследствии произошло разделение на отдельные классы по массе выводимой полезной нагрузки, с выделением ракет-носителей серий «Чанчжэн-6» и «Чанчжэн-7», и для ввода в эксплуатацию оставлены только 2 наиболее мощных варианта.

### CZ-5
Базовая версия ракеты-носителя, которая будет использоваться для вывода тяжёлых спутников на геопереходную орбиту и запуска исследовательских зондов к Луне и Марсу.
Высота составляет 57 м, стартовая масса — 867 т. Состоит из первой ступени, второй ступени и четырёх боковых ускорителей. Опционально может быть использована третья ступень для вывода спутников на геостационарную и среднюю околоземную орбиты.
Данная версия позволяет выводить до 14 т на геопереходную орбиту, до 15 т на солнечно-синхронную, а при использовании третьей ступени — до 4,5 т на геостационарную орбиту.

### CZ-5B
Версия ракеты-носителя для вывода тяжёлых грузов (модулей космической станции) на низкую околоземную орбиту. Самая мощная в настоящее время китайская ракета-носитель с 10 двигателями (работающими на жидком водороде и керосине).
Высота — 53,7 м, стартовая масса — 837 т. Состоит из первой ступени и четырёх боковых ускорителей. Вторая ступень не используется. Оборудована более длинным головным обтекателем, около 20,5 м.

Эта версия позволит выводить на НОО полезную нагрузку весом до 25 т.
- Первый запуск состоялся 5 мая 2020 года; РН вывела в космос прототип нового пилотируемого корабля. При этом центральный блок ракеты, который неделю летал на околоземной орбите, не полностью сгорел в атмосфере, а упал в деревне Махону, вблизи города Боканада в республике Кот-д'Ивуар; по данным местных СМИ, обломок упал на дом местного сыродела, никто не пострадал.
- Вторым запуском, 29 апреля 2021 года с космодрома Вэньчан, Китай при помощи этой тяжёлой ракеты-носителя вывел на орбиту базовый модуль «Тяньхэ» будущей Национальной космической станции.[15][19]

## Список запусков
| №                                                      | Дата, время (UTC) | Версия    | Стартовый комплекс | Полезная нагрузка | Орбита  | Результат |
| ------------------------------------------------------ | --- | --------- | ------------------ | ----------------- | ------- | --------- |
| 1                                                      | 3 ноября 2016, 12:43 | CZ-5/YZ-2 | Вэньчан, LC-101    | Шицзянь-17        | ГСО     | Успех     |
| 1                                                      | Дебютный запуск ракеты-носителя. Запущен экспериментальный спутник «Шицзянь-17» для демонстрации технологий ионного двигателя. Для вывода спутника непосредственно на геостационарную орбиту впервые был использован разгонный блок Yuanzheng-2.                                                                                                   |           |                    |                   |         |           |
| 2                                                      | 2 июля 2017, 11:23 | CZ-5      | Вэньчан, LC-101    | Шицзянь-18        | ГПО     | Неудача   |
| 2                                                      | Запуск 7-тонного спутника связи «Шицзянь-18», построенного на новой спутниковой платформе DFH-5, завершился неудачей из-за аномалии в работе одного из двигателей YF-77 первой ступени на 346 секунде полёта. |           |                    |                   |         |           |
| 3                                                      | 27 декабря 2019, 12:45 | CZ-5      | Вэньчан, LC-101    | Шицзянь-20        | ГПО     | Успех     |
| 3                                                      | Успешный запуск 8-тонного спутника «Шицзянь-20», на замену потерянного спутника «Шицзянь-18». Для возвращения к полётам был переработан турбонасос двигателя YF-77, отказ которого стал причиной аварии предыдущего запуска. Также были упрощены некоторые конструкции ракеты-носителя, что позволило снизить массу и повысить производительность. |           |                    |                   |         |           |
| 4                                                      | 5 мая 2020, 10:00 | CZ-5B     | Вэньчан, LC-101    |                   | НОО     | Успех     |
| 4                                                      | Первый испытательный запуск РН в такой конфигурации. Запущен прототип китайского пилотируемого космического корабля нового поколения. При возврате корабля будет испытан тепловой щит и остальные посадочные системы. |           |                    |                   |         |           |
| 5                                                      | 23 июля 2020, 04:41 | CZ-5      | Вэньчан, LC-101    | Тяньвэнь-1        | к Марсу | Успех     |
| 5                                                      | Автоматическая межпланетная станция к Марсу с орбитальным аппаратом, посадочным аппаратом и марсоходом. |           |                    |                   |         |           |
| 6                                                      | 23 ноября 2020, 20:30 | CZ-5      | Вэньчан, LC-101    | Чанъэ-5           | к Луне  | Успех     |
| 6                                                      | Миссия по забору и возврату на Землю лунного грунта. |           |                    |                   |         |           |
| 7                                                      | 29 апреля 2021, 3:23 | CZ-5B     | Вэньчан, LC-101    | Тяньхэ            | НОО     | Успех     |
| 7                                                      | Базовый модуль Китайской модульной космической станции. |           |                    |                   |         |           |
| 8                                                      | 24 июля 2022 | CZ-5B     | Вэньчан, LC-101    | Вэньтянь          | НОО     | Успех     |
| 8                                                      | Второй модуль Китайской модульной космической станции. |           |                    |                   |         |           |
| 9                                                      | 31 октября 2022, 07:37 | CZ-5B     | Вэньчан, LC-101    | Мэнтянь           | НОО     | Успех     |
| 9                                                      | Экспериментальный модуль № 2 Китайской модульной космической станции. |           |                    |                   |         |           |
| Планируемые запуски                                    | |           |                    |                   |         |           |
|                                                        | 2024 | CZ-5B     | Вэньчан, LC-101    | Сюньтянь          | НОО     |           |
| Автономный орбитальный модуль с оптическим телескопом. | |           |                    |                   |         |           |
|                                                        | 2024 | CZ-5      | Вэньчан, LC-101    | Чанъэ-6           | к Луне  |           |
| Миссия по забору и возврату на Землю лунного грунта.   | |           |                    |                   |         |           |

## Ракеты-носители аналогичного класса
- Ангара-А5
- GSLV Mk.III
- Дельта IV

| Сравнение характеристик РН тяжёлого класса (данные на 10.2012 или позднее) | Сравнение характеристик РН тяжёлого класса (данные на 10.2012 или позднее) | Сравнение характеристик РН тяжёлого класса (данные на 10.2012 или позднее) | Сравнение характеристик РН тяжёлого класса (данные на 10.2012 или позднее) | Сравнение характеристик РН тяжёлого класса (данные на 10.2012 или позднее) | Сравнение характеристик РН тяжёлого класса (данные на 10.2012 или позднее) | Сравнение характеристик РН тяжёлого класса (данные на 10.2012 или позднее) | Сравнение характеристик РН тяжёлого класса (данные на 10.2012 или позднее) | Сравнение характеристик РН тяжёлого класса (данные на 10.2012 или позднее) | Сравнение характеристик РН тяжёлого класса (данные на 10.2012 или позднее) | Сравнение характеристик РН тяжёлого класса (данные на 10.2012 или позднее) | Сравнение характеристик РН тяжёлого класса (данные на 10.2012 или позднее) |
| Ракета-носитель | Страна                                                                     | Первый пуск                                                                | Кол-во пусков в год (всего)                                                | Широта СК                                                                  | Старт. масса, т                                                            | Масса ПН, т                                                                | Масса ПН, т                                                                | Масса ПН, т                                                                | Диам. ГО, м                                                                | Успех пусков, %                                                            | Цена пуска, млн $                                                          |
| Ракета-носитель | Страна                                                                     | Первый пуск                                                                | Кол-во пусков в год (всего)                                                | Широта СК                                                                  | Старт. масса, т                                                            | НОО                                                                        | ГПО (ΔV до ГСО 1500 м/с)                                                   | ГСО                                                                        | Диам. ГО, м                                                                | Успех пусков, %                                                            | Цена пуска, млн $                                                          |
| --- | -------------------------------------------------------------------------- | -------------------------------------------------------------------------- | -------------------------------------------------------------------------- | -------------------------------------------------------------------------- | -------------------------------------------------------------------------- | -------------------------------------------------------------------------- | -------------------------------------------------------------------------- | -------------------------------------------------------------------------- | -------------------------------------------------------------------------- | -------------------------------------------------------------------------- | -------------------------------------------------------------------------- |
| Чанчжэн-5 | Флаг Китайской Народной Республики                                         | 2016                                                                       | 1−3 (8)                                                                    | 19,6°                                                                      | 687                                                                        | 20                                                                         | 14                                                                         | 11                                                                         | 3,35                                                                       | 75                                                                         |                                                                            |
| «Протон-М» — «Бриз-М» | Флаг России                                                                | 2001                                                                       | 8 — 12 (98)                                                                | 46°                                                                        | 705                                                                        | 23                                                                         | 6,35                                                                       | 3,25                                                                       | 4,35                                                                       | 90                                                                         | 65-70                                                                      |
| Ангара-А5 | Флаг России                                                                | 2014                                                                       | 1 (2)                                                                      | 63°                                                                        | 773                                                                        | 24                                                                         | 5,4                                                                        | 2,8                                                                        | 4,35                                                                       | 100                                                                        |                                                                            |
| Ariane 5 ECA | Флаг ЕС                                                                    | 2002                                                                       | 6 (36)                                                                     | 5°                                                                         | 780                                                                        | 20                                                                         | 10                                                                         |                                                                            | 5,4                                                                        | 97,2                                                                       | 220                                                                        |
| Зенит-3SL (Морской старт) | Флаг Украины                                                               | 1999                                                                       | 4—5 (33)                                                                   | 0°                                                                         | 473                                                                        | 13,7¹                                                                      | 6,06                                                                       | 2,6²                                                                       | 4,15                                                                       | 91                                                                         | 80                                                                         |
| Delta IV Heavy | Флаг США                                                                   | 2004                                                                       | 1 (6)⁴                                                                     | 35° и 28°                                                                  | 732                                                                        | 23³                                                                        | 10,75                                                                      | 6,57                                                                       | 5,1                                                                        | 95⁵                                                                        | 265                                                                        |
| Delta IV Medium+ (5,4) | Флаг США                                                                   | 2009                                                                       | 2—3 (2)⁴                                                                   | 35° и 28°                                                                  | 399                                                                        | 13,5³                                                                      | 5,5                                                                        | 3,12                                                                       | 5,1                                                                        | 95⁵                                                                        | 170                                                                        |
| Atlas V 551 | Флаг США                                                                   | 2006                                                                       | 1 (3)⁴                                                                     | 35° и 28°                                                                  | 541                                                                        | 18,8                                                                       | 6,86                                                                       | 3,90                                                                       | 5,4                                                                        | 97⁶                                                                        | 190                                                                        |
| Atlas V 521 | Флаг США                                                                   | 2003                                                                       | 2 (2)⁴                                                                     | 35° и 28°                                                                  | 419                                                                        | 13,49                                                                      | 4,88                                                                       | 2,63                                                                       | 5,4                                                                        | 97⁶                                                                        | 160                                                                        |
| Falcon 9 Full Thrust | Флаг США                                                                   | 2015                                                                       | 11—60 (210)                                                                | 35° и 28°                                                                  | 549                                                                        | 22,8                                                                       | 5,5—8,37                                                                   |                                                                            | 5,2                                                                        | 100                                                                        | 67                                                                         |
| Falcon Heavy | Флаг США                                                                   | 2018                                                                       | 2 (10)                                                                     | 28°                                                                        | 1421                                                                       | 63,8                                                                       | 26,7                                                                       |                                                                            | 5,2                                                                        | 100                                                                        | 97                                                                         |
| H-IIB | Флаг Японии                                                                | 2009                                                                       | 2 (5)                                                                      | 30°                                                                        | 531                                                                        | 19                                                                         | 8                                                                          |                                                                            | 5,1                                                                        | 100                                                                        | 182                                                                        |
| Чанчжэн-3B | Флаг Китайской Народной Республики                                         | 1996                                                                       | 4 (22)                                                                     | 28°                                                                        | 426                                                                        | 11,2                                                                       | 5,1                                                                        | 2                                                                          | 4,2                                                                        | 91                                                                         | 50-70                                                                      |
| (¹) Зенит-2SLБ и (²) Зенит-3SLБФ, старт с Байконура; (³) орбита МКС (407 x 407 км); (⁴) всего было произведено 33 пуска РН Atlas V и 21 Delta IV различных модификаций; (⁵), (⁶) — рассчитано на основе данных пусков всех вариантов РН Delta IV и Atlas V соответственно; (7) — для ГПО-1800 — 27,5° — для ГПО-1500 вес будет ~ 4.5-7 тонн соответственно. |                                                                            |                                                                            |                                                                            |                                                                            |                                                                            |                                                                            |                                                                            |                                                                            |                                                                            |                                                                            |                                                                            |